# Маріїнськ (Ревдинський міський округ)
Марії́нськ (рос. Мариинск) — село у складі Ревдинського міського округу Свердловської області.
Населення — 580 осіб (2010, 616 у 2002).
Національний склад станом на 2002 рік: росіяни — 88 %.